# Kaito Miyake
Kaito Miyake (三宅 海斗 Miyake Kaito?, nacido el 27 de agosto de 1997 en Okayama) es un futbolista japonés que juega como centrocampista.
En 2019, Miyake se unió al Tochigi SC de la J2 League.

## Trayectoria

### Clubes
| Club       | País  | Año    |
| ---------- | ----- | ------ |
| Tochigi SC | Japón | 2019 - |

## Estadística de carrera

### J. League
| Club       | Año   | J. League | J. League | Copa J. League | Copa J. League | Total | Total |
| Club       | Año   | Part.     | Goles     | Part.          | Goles          | Part. | Goles |
| ---------- | ----- | --------- | --------- | -------------- | -------------- | ----- | ----- |
| Tochigi SC | 2019  | 11        | 0         | -              | -              | 11    | 0     |
| Total      | Total | 11        | 0         | 0              | 0              | 11    | 0     |